# جيمس أوبري باركر
جيمس أوبري باركر (بالإنجليزية: James Aubrey Parker)‏ هو قاضي ومحامي أمريكي، ولد في 8 يناير 1937 في هيوستن في الولايات المتحدة.